# Johann Georg Meyer

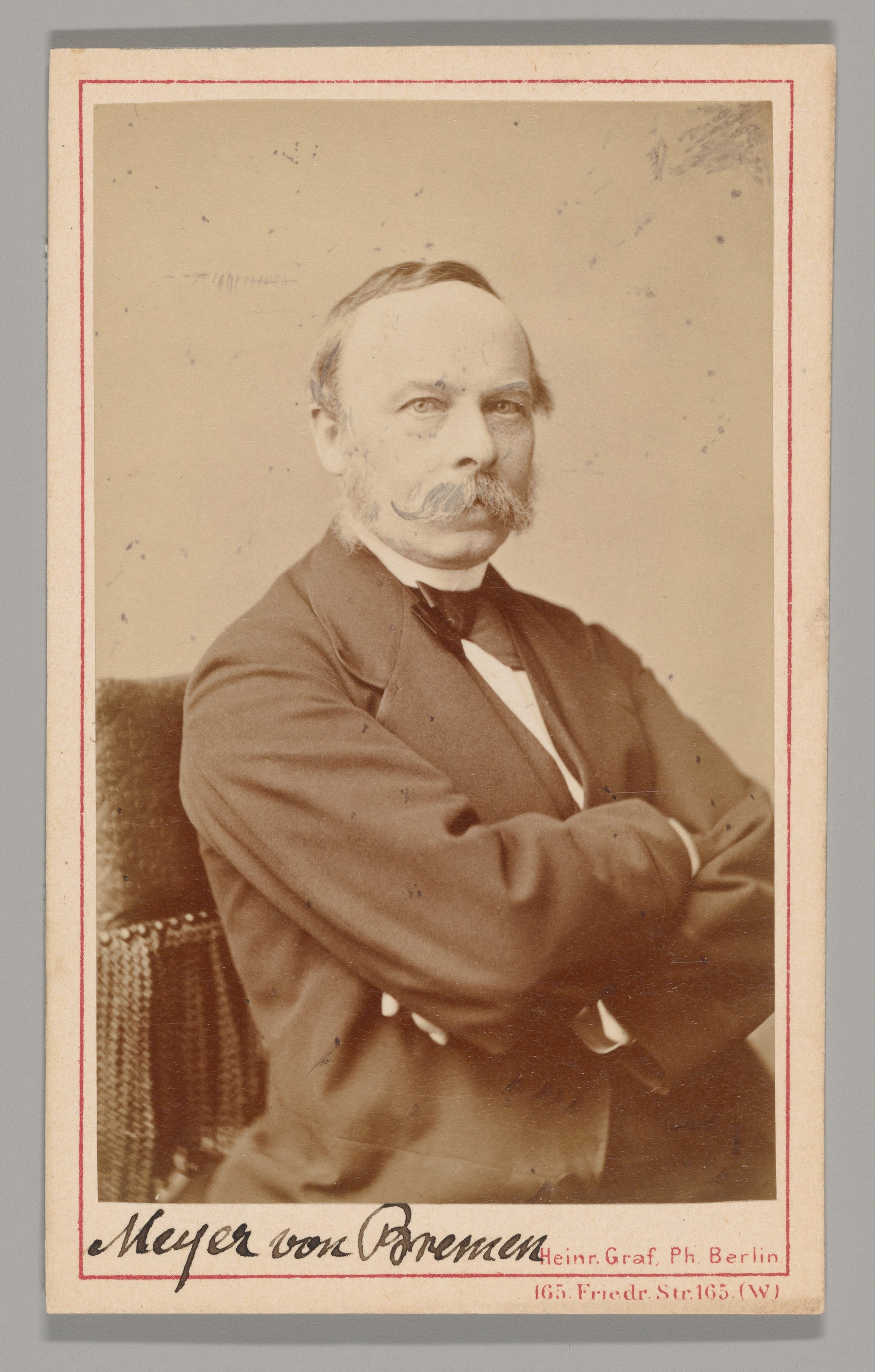
Johann Georg Meyer

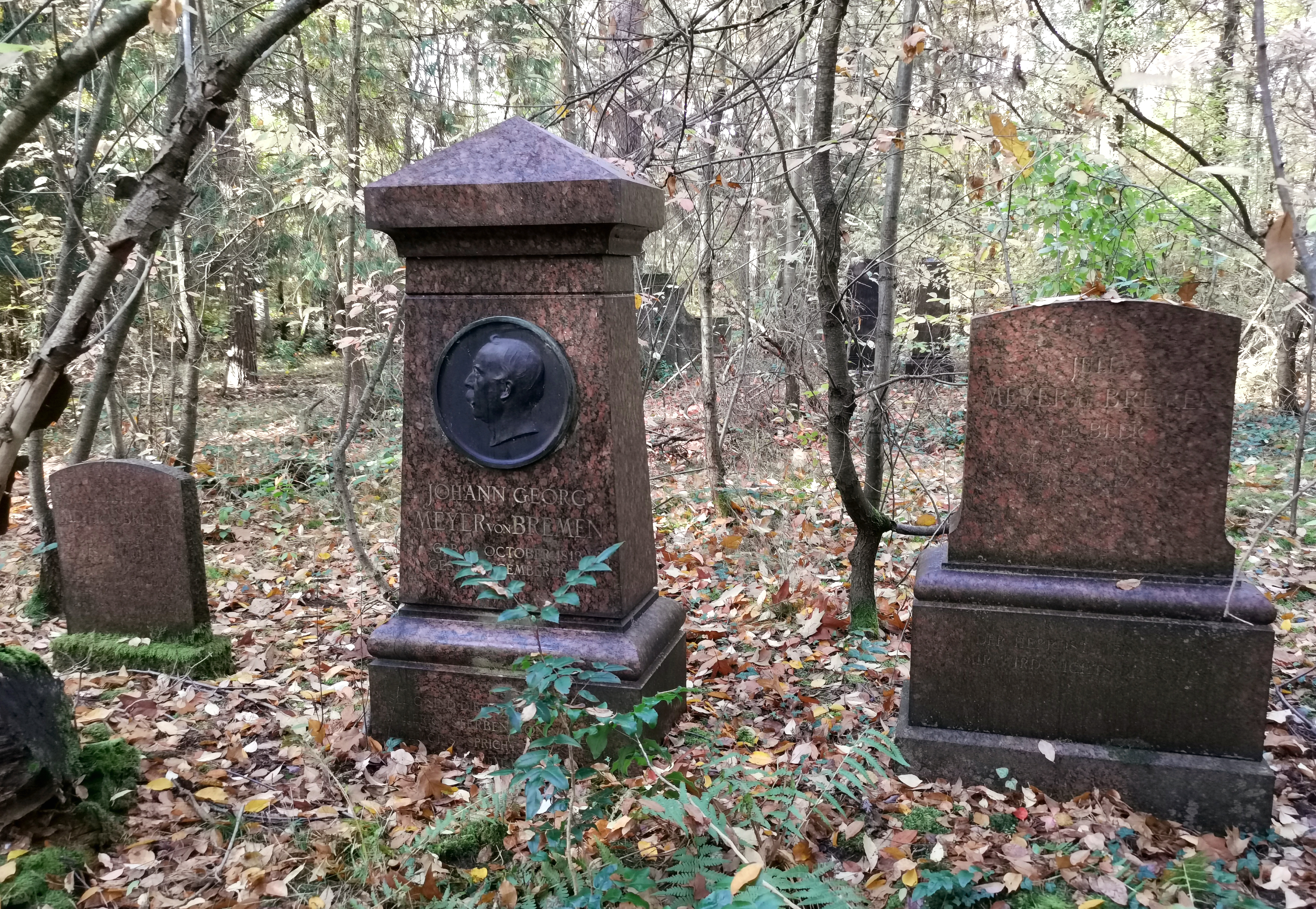
Familiengrab auf dem Südwestkirchhof Stahnsdorf

Johann Georg Meyer (* 28. Oktober 1813 in Bremen; † 4. Dezember 1886 in Berlin), genannt Meyer von Bremen, war ein Hauptvertreter der klassischen deutschen Genremalerei. Meyer gilt als Vertreter der Düsseldorfer Malerschule und gehörte der Willingshäuser Malerkolonie an.

## Biografie
Meyer war der Sohn des Bäckermeisters Johann Georg Meyer. Seine Mutter war streng religiös. In Bremen erhielt er Zeichenunterricht. Ab 1833 absolvierte er ein Studium an der Düsseldorfer Kunstakademie, die seit 1826 von Wilhelm Schadow, dem Sohn des Bildhauers Johann Gottfried Schadow, geleitet wurde. Außer Schadow war dort insbesondere auch Karl Ferdinand Sohn sein Lehrer. Meyer eignete sich die erforderlichen handwerklichen Fähigkeiten an, um von dem Verkauf seiner Bilder seinen Lebensunterhalt bestreiten zu können, was ihm anfangs jedoch nicht gelang. 1841 bis 1852 unterhielt er ein eigenes Atelier in Düsseldorf. Meyer  betrieb seit 1841 umfangreiche Studien der Schwälmer Kultur in Schrecksbach. 1843 wurde er Ehrenmitglied des Bremer Kunstvereins. Auf seinen Reisen nach Brüssel und Antwerpen erlebte Meyer die Werke von Peter Paul Rubens und Anthonis van Dyck. Am 25. November 1851 heiratete er in Bremen die Sängerin Juliane Henriette Beer (* 21. April 1826 in Stockholm; † 22. März 1910 in Berlin), Tochter des Kapellmeisters Johann Adolph Ferdinand Beer (1792–1864) und der Sängerin Marie Julie Henriette Beer, geb. Grund (um 1793–1861). Zum engeren Freundeskreis des Ehepaars gehörten die Maler Hans Fredrik Gude und Adolph Tidemand, Wilhelm Camphausen, Andreas und Oswald Achenbach sowie Caspar Scheuren.

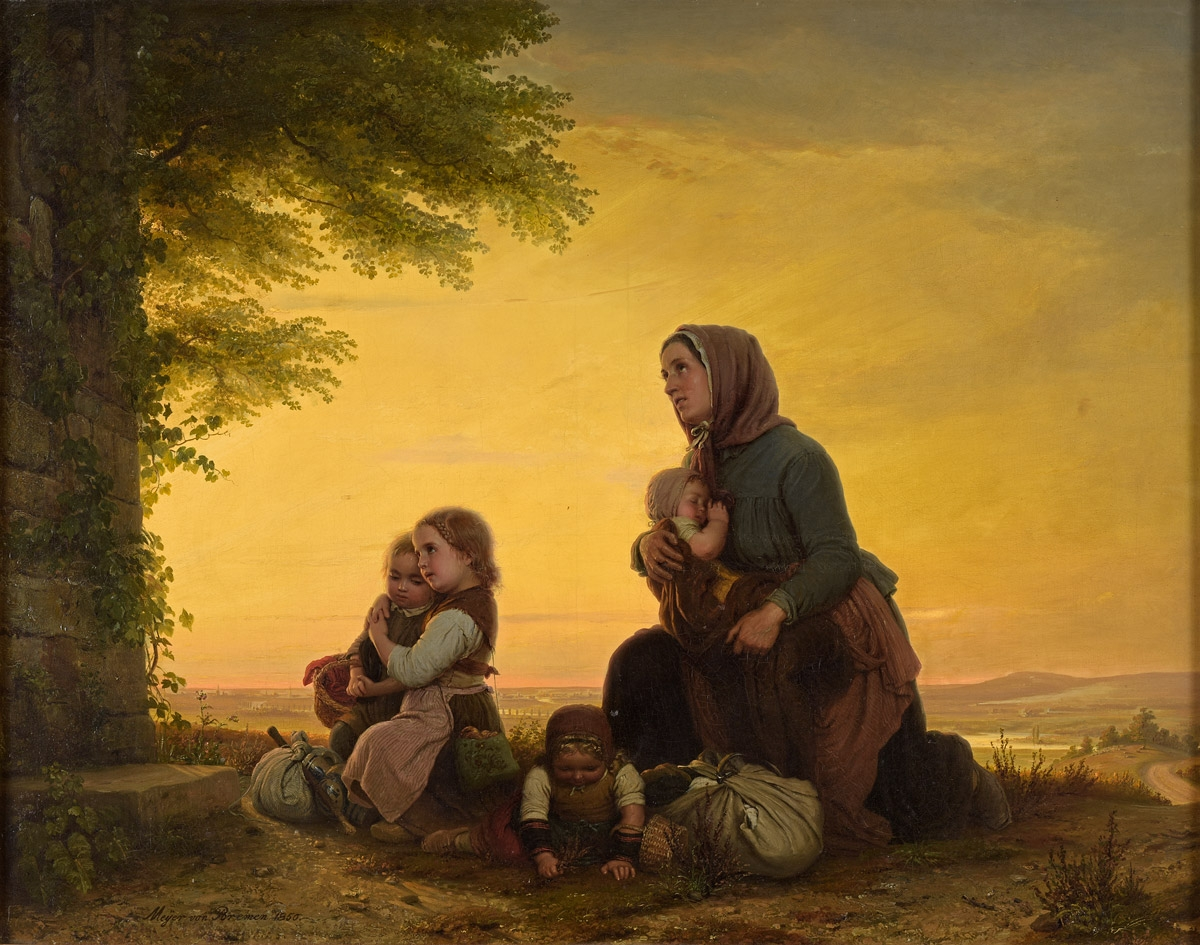
Gebet einer Witwe, 1850

Als sein Bild Das Gebet einer Witwe auf der Berliner Akademischen Ausstellung die Kleine Goldene Medaille erhielt, zog Meyer im August 1852 nach Berlin, wo er Professor wurde und  später ein Atelier eröffnete. Der Verkauf seiner Werke lief zunehmend besser; erhielt er 1838 für das Gemälde Mutter und Kind nur 19 Thaler und 25 Groschen, so erbrachte 1886 sein letztes Bild Der Liebling in Berlin 25.000 Mark.
Meyer war vor allem bei Auswanderern nach Amerika beliebt, die sich in seinen Bildern ein Stück Heimat bewahren wollten. Sein Werk Liebesbotschaft befindet sich im Metropolitan Museum of Art in New York. 1854 ernannte ihn der König von Preußen zum Professor an der Kunstakademie in Berlin.
Etwa 1000 Werke hat Meyer von Bremen geschaffen. Als er 1886 starb, wurde er auf dem Schöneberger St.-Matthäus-Kirchhof bestattet. Das Porträtmedaillon wurde von Joseph von Kopf geschaffen. 1938/39 wurde seine Grabstelle im Zusammenhang mit den Planungen Albert Speers für eine Nord-Süd-Achse zusammen mit etwa 15.000 weiteren Gräbern auf den Südwestkirchhof Stahnsdorf umgebettet, wo sie auch heute noch zu finden ist (Block Neue Umbettung, Feld 1, Wahlstellen 254–256).

## Werke

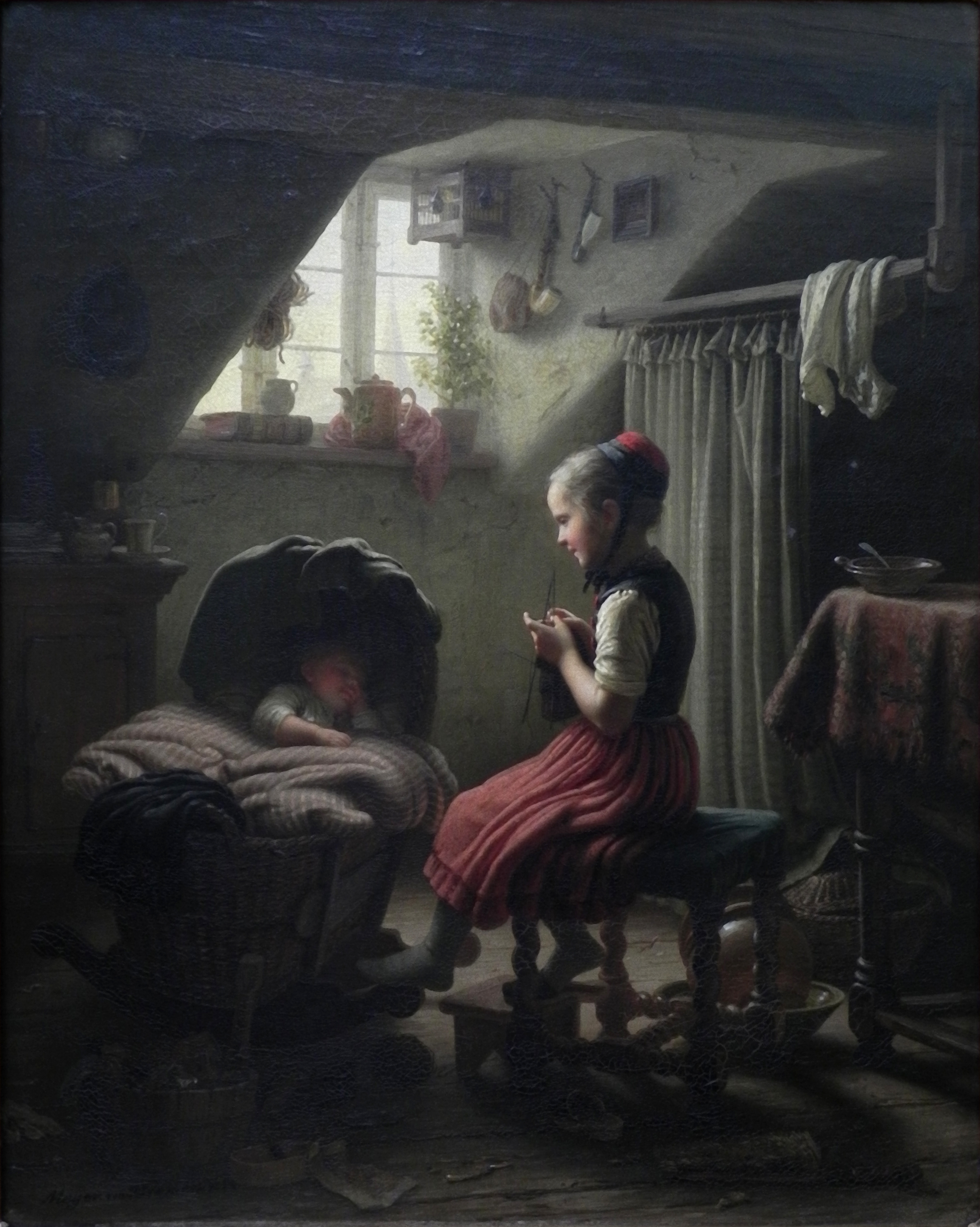
Hausmütterchen, 1854, Alte Nationalgalerie Berlin

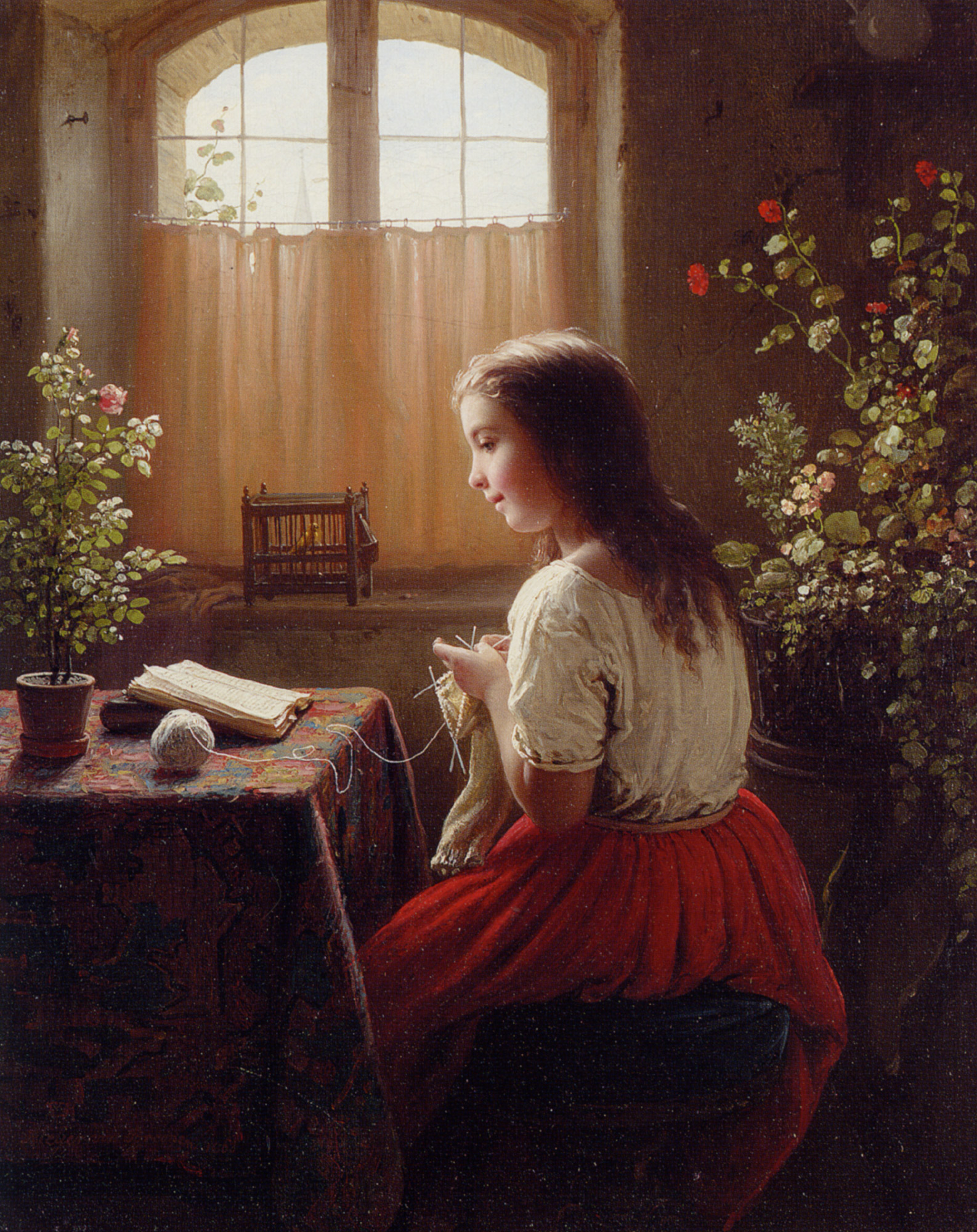
Die fleißige Strickerin, 1863

- Mutter und Kind
- Die kleine Schelmin
- Das jüngste Brüderchen
- Hausmütterchen, 1854
- Betendes Kind
- Waisenkinder an einem Grabe
- Die Überschwemmten
- Die reuige Tochter
- Das Gebet einer Witwe
- Eifersucht
- Die fleißige Stickerin, 1863
- Großvaters Freude
- Lauscherin
- Die Überschwemmung
- Der Brief
- Traute Unterhaltung
- Das kleine Schwesterchen
- Liebesbotschaft
- Der Liebling

### Illustrationen (Auswahl)
- In: Deutsche Dichtungen mit Randzeichnungen deutscher Künstler. Düsseldorf: Buddeus, (Bände 1–2) 1843. Digitalisierte Ausgabe der Universitäts- und Landesbibliothek Düsseldorf
- In: Sammlung von Original-Radirungen Düsseldorfer Künstler. Düsseldorf: Schulgen, 1850. Digitalisierte Ausgabe der Universitäts- und Landesbibliothek Düsseldorf